# Atlantic Southeast Airlines
Atlantic Southeast Airlines — региональный авиаперевозчик Соединённых Штатов Америки, совместно с авиакомпанией SkyWest Airlines входит в авиационный холдинг SkyWest, Inc.
Штаб-квартира авиакомпании находится в городе Колледж-Парк (Джорджия), главные хабы — Международный аэропорт Цинциннати/Северный Кентукки и Международный аэропорт Хартсфилд-Джексон Атланта. Atlantic Southeast Airlines (ASA) работает под брендом Delta Connection и выполняет более 900 ежедневных рейсов в 144 аэропорта Соединённых Штатов Америки, Канады, Мексики и Карибских островов. До недавнего времени ASA эксплуатировала в качестве своих главных хабов Международный аэропорт Даллас/Форт-Уэрт, Международный аэропорт Орландо, Международный аэропорт Солт-Лейк-Сити и Международный аэропорт Лос-Анджелеса, причём в Лос-Анджелесе в декабре 2006 года был создан пилотный центр авиакомпании, закрытый в июне 2007 года после изменения акцентов перевозок Delta Air Lines на региональную авиакомпанию ExpressJet.

## История
Авиакомпания Atlantic Southeast Airlines (ASA) была основана 12 марта 1979 года в Атланте, штат Джорджия. Регулярные пассажирские перевозки начались 27 июня 1979 года на самолёте De Havilland Canada DHC-6 Twin Otter между городами Атланта и Колумбус (Джорджия). Первоначально ASA использовала позывной «Candler» по фамилии бывшего мэра Атланты и основателя корпорации Coca-Cola Азы Кендлера, первоначального владельца инфраструктуры Международного аэропорта Хартсфилд-Джексон в Атланте. С 1979 года идентификатор ИКАО авиакомпании последовательно менялся с ASE на CAA, ACY и на используемый в настоящее время код ASQ.
Акционирование компании произошло в 1982 году, когда были исчерпаны её основные капиталовложения. 1 апреля 1983 ASA приобрела авиакомпанию Southeastern Airlines, а год спустя в числе первых региональных перевозчиков присоединилась к программе Delta Connection авиакомпании Delta Air Lines. В январе 1987 года ASA была названа «Региональной авиакомпанией года» по версии журнала Air Transport World.
Реактивные полёты на пассажирских линиях ASA начались в 1995 году с введением в эксплуатацию BAe 146. Два года спустя воздушный флот пополнился самолётами Bombardier CRJ, вставшими на рейсы из Международного аэропорта Хартсфилд-Джексон в Атланте, а в 2000 году авиакомпания открыла ещё один хаб в Международном аэропорту Даллас/Форт-Уэрт.
8 сентября 1998 года ASA была удостоена премии за лучший менеджмент среди компаний авиационной и космической индустрии, ежегодно присуждаемой «Еженедельником авиации и космических технологий» (англ. Aviation Week & Space Technology).
22 марта 1999 года авиакомпания Delta Air Lines увеличивает свою долю во владении акциями Atlantic Southeast Airlines c 28 % до 100 % и с 11 мая того же года рейсы ASA выполняются в составе маршрутной сети Дельты. В 2000 году авиакомпания открывает новый маршрут из Атланты в Торонто (Канада).
В 2002 году в рамках расширения рейсов по программе перевозок Delta Connection авиакомпания получает первый CRJ-700, рассчитанный на 70 пассажирских мест. Предыдущие 50-и местные CRJ-200 находятся в эксплуатации более трёх лет и к данному времени не обеспечивают увеличившийся за последние годы пассажирский трафик региональных линий. В этом же году ASA открывает свой хаб в Международном аэропорту Цинциннати/Северный Кентукки (Огайо).

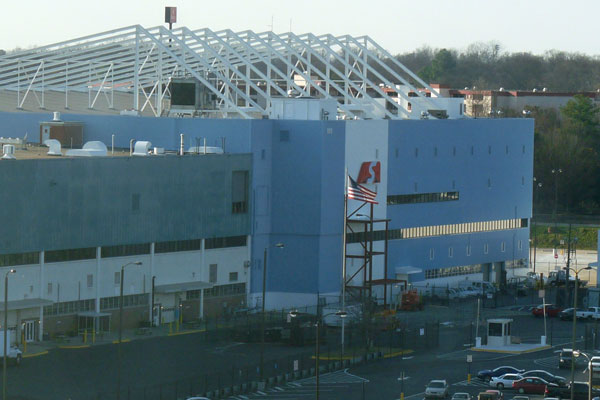
Штаб квартира Atlantic Southeast Airlines в Международном аэропорту Хартсфилд-Джексон Атланта

15 августа 2005 года Delta Air Lines объявила о заключении соглашения по продаже Atlantic Southeast Airlines холдинговой группе Skywest, Inc., а 8 сентября 2005 года холдинг подтвердил факт завершения сделки на сумму 425 миллионов долларов США наличными. В тот же день был подписан договор о партнёрских отношениях между авиакомпаниями и договор на использование бренда Delta Connection. Вскоре после завершения сделки холдинг принял решение о закрытии транзитного узла ASA в Международном аэропорту Солт-Лейк-Сити и передаче 12 самолётов CRJ-700 в авиакомпанию SkyWest Airlines, из которых реально было передано только 4 лайнера. Также, в SkyWest Airlines поступило 5 новых самолётов CRJ-700 и 12 новых CRJ-900, заказанных ранее для ASA.
20 декабря 2006 года Skywest Inc. объявила о передаче в ASA восьми самолётов CRJ-700 из авиакомпании Comair для последующей их эксплуатации в хабе Международного аэропорта Цинциннати/Северный Кентукки с января 2007 года. Решение было принято холдингом после соответствующего предложения авиакомпании Delta Air Lines, целью которого являлось снижение стоимости билетов на рейсы ASA под брендом Delta Connection. 30 декабря 2008 года Дельта объявила о выделении авиакомпании ASA десяти новых самолётов CRJ-900 к апрелю 2009 года. Два лайнера будут переданы из авиакомпании Pinnacle Airlines, остальные восемь поступят с завода. В рамках модернизации флота 20 самолётов CRJ-200 будут выведены из работы под брендом Delta Connection к июню 2010 года.
Согласно отчёту Министерства транспорта США за 2006 год ASA заняла последнее место в спике 19 авиаперевозчиков страны по количеству потерянного багажа пассажиров. В 2007 году этот показатель был несколько улучшен, однако авиакомпания снова заняла последнее место с самым худшим показателем по количеству потерянных и отправленных не туда багажных мест пассажиров. Следует отметить, что Atlantic Southeast Airlines напрямую не отвечает за подобные инциденты, поскольку обработкой пассажирского багажа занимаются службы авиакомпании Delta Air Lines.
После более чем пяти лет трудных переговоров руководства авиакомпании с Ассоциацией линейных пилотов США в конце сентября 2007 года наконец был подписан новый коллективный договор с 1800 пилотами компании, а в августе 2008 года — новый колдоговор с бортпроводниками ASA.

## Флот
По состоянию на май 2009 года флот Atlantic Southeast Airlines состоял из следующих авиалайнеров:
Со 2 декабря 2008 воздушный флот ASA состоит только из реактивных лайнеров, по состоянию на май 2009 года средний возраст самолётов составил 6,8 лет.

## Выведенные из эксплуатации
Самолёты Embraer Brasilia были выведены из эксплуатации в 2003 году. Часть самолётов была реализована в другие авиакомпании, оставшаяся часть находится на консервации в Хот-Спрингс, штат Арканзас. Ниже перечислены типы лайнеров, эксплуатировавшихся в авиакомпании в разное время:
- ATR 72-210 — 19 единиц
- British Aerospace 146—200 — 6 единиц
- de Havilland Canada DHC-6 Twin Otter
- de Havilland Canada Dash 7 — 6 единиц
- Embraer EMB 110 Bandeirante
- Embraer EMB 120ER Brasilia — 3 единицы
- Embraer EMB 120RT Brasilia — 12 единиц
- Shorts 360

## Инциденты и несчастные случаи
- 5 апреля 1991 года, рейс 2311 Embraer EMB 120 Brasilia, регистрационный номер N270AS. При заходе на посадку в аэропорту Брансуика (Джорджия) самолёт внезапно лёг на левое крыло и упал на землю. Причиной катастрофы стал отказ системы управления пропеллером левого двигателя. Погибли все 23 человека на борту, в том числе бывший сенатор США Джон Тауэр и астронавт Сонни Картер[8].
- 21 августа 1995 года, рейс 529 Атланта (Джорджия) — Галфпорт (Миссисипи), Embraer EMB 120 Brasilia, регистрационный N256AS. После вылета из Международного аэропорта Атланты и прохождения высоты FL180 у левого двигателя отделился пропеллер. При попытке совершить экстренную посадку в Атланте самолёт упал на деревья и загорелся. Из 29 человек на борту погибло 9, ещё один человек скончался спустя четыре месяца от полученных травм. Причиной катастрофы стала усталостная трещина в металле[9].